# マーク・シャイマン

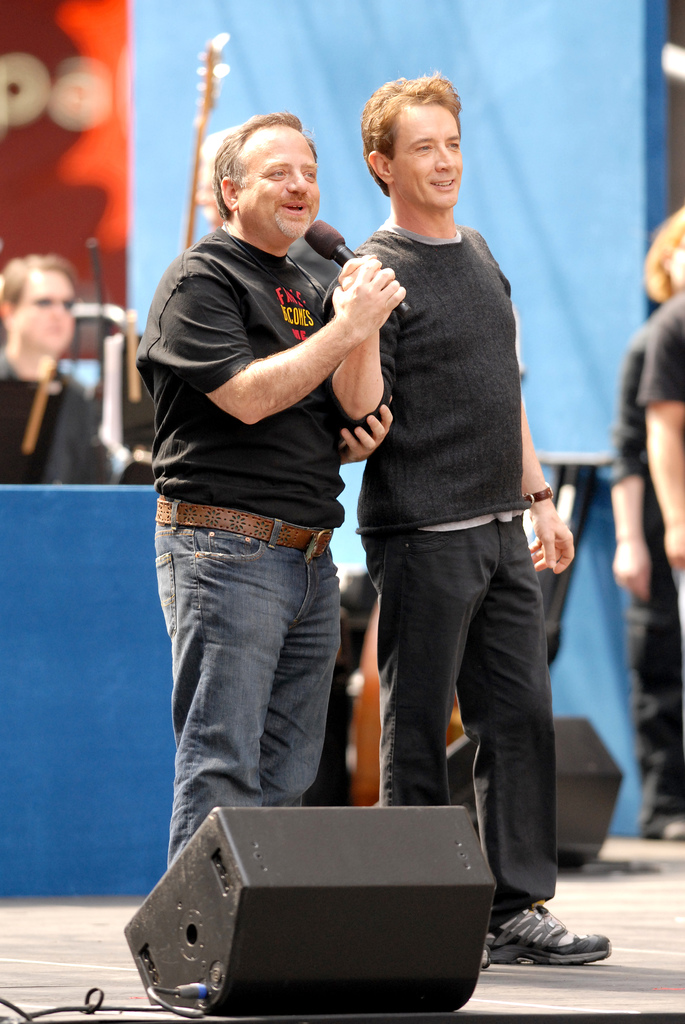
マーク・シャイマン （左）
2006年

マーク・シャイマン（Marc Shaiman、1959年10月22日 - ）は、アメリカ合衆国の作曲家、作詞家、編曲家、演奏家であり、映画、テレビ、舞台で活動している。

## 略歴
マーク・シャイマンはニュージャージー州ニューアーク生まれ。現在はロサンゼルスとニューヨークの双方に居住。スコット・ウィットマン（Scott Wittman）とは1979年以来、公私ともにパートナーである。

### キャリア
マーク・シャイマンは舞台やキャバレーの音楽監督としてキャリアをスタートさせている。
その後、ベット・ミドラーのアレンジャー、音楽監督と共同プロデューサーとして多くのレコーディングに参加し、さらに彼女の映画にかかわることによって映画音楽進出へのきっかけとなった。
制作した映画音楽は『シティ・スリッカーズ』、『アダムス・ファミリー』、『天使にラブソングを』、『ア・フュー・グッドメン』、『ファースト・ワイフ・クラブ』、『サウスパーク/無修正映画版』、『パッチ・アダムス』など数多い。ビリー・クリスタル、ロブ・ライナー、トレイ・パーカーらの作品にかかわることが多く、映画音楽作曲家として5度のアカデミー賞ノミネートを受けている。
ミュージカル『ヘアスプレー』の仕事によってトニー賞とグラミー賞を受賞している。『ヘアスプレー』のトニー賞ノミネートは合計12部門、受賞は8部門という圧倒的な成功を収めた。
サタデー・ナイト・ライブ内のコーナー、スウィーニー・シスターズの伴奏者としても知られる。
エージェントはリチャード・クラフト（Richard Kraft）で、そのドキュメンタリー・フィルム『Finding Kraftland』では歌も披露している。
2011年、シャイマンはブロードウェイ・ミュージカル『キャッチ・ミー・イフ・ユー・キャン』でトニー賞編曲賞にノミネートされた。シャイマンとウィットマンは『チャーリーとチョコレート工場』で作詞作曲し、2013年から2017年の4年間、ロンドンのウエスト・エンドで上演され、その後ブロードウェイにあるラント・フォンティーヌ劇場で上演された。

## 映画
- ブロードキャスト・ニュース Broadcast News (1987年)
- ビッグ・ビジネス Big Business (1988年)
- フォエバー・フレンズ Beaches (1988年)
- 恋人たちの予感 When Harry Met Sally... (1989年)
- ミザリー Misery (1990年)
- Scenes From A Mall (1991年)
- シティ・スリッカーズ City Slickers (1991年)
- アダムス・ファミリー The Addams Family (1991年)
- ホット・ショット Hot Shots! (1991年)
- フォー・ザ・ボーイズ For the Boys (1991年)
- 天使にラブ・ソングを… Sister Act (1992年)
- ミスター・サタデー・ナイト Mr. Saturday Night (1992年)
- ア・フュー・グッドメン A Few Good Men (1992年)
- めぐり逢えたら Sleepless in Seattle (1993年)
- 愛が微笑む時 Heart and Souls (1993年)
- ライフwithマイキー Life with Mikey (1993年)
- アダムス・ファミリー2 Addams Family Values (1993年)
- 天使にラブ・ソングを2 Sister Act 2 (1993年) -　音楽監修
- シティ・スリッカーズ2/黄金伝説を追え City Slickers II (1994年)
- ノース 小さな旅人 North (1994年)
- 眠れない夜はあなたと Speechless (1994年)
- ザッツ・エンターテインメントPart3 That's Entertainment! III (1994年)
- アル・フランケンはMr.ヘルプマン Stuart Saves His Family (1995年)
- 彼と彼女の第2章 Forget Paris (1995年)
- アメリカン・プレジデント The American President (1995年)
- 僕のボーガス Bogus (1996年)
- マザー Mother (1996年)
- ファースト・ワイフ・クラブ The First Wives Club (1996年)
- ゴースト・オブ・ミシシッピー Ghosts of Mississippi (1996年)
- ジャングル・ジョージ George of the Jungle (1997年)
- イン&アウト In & Out (1997年)
- マイ・ジャイアント My Giant (1998年)
- サイモン・バーチ Simon Birch (1998年)
- パッチ・アダムス トゥルー・ストーリー Patch Adams (1998年)
- アウト・オブ・タウナーズ The Out-of-Towners (1999年)
- サウスパーク/無修正映画版 South Park: Bigger, Longer & Uncut (1999年)
- ストーリー・オブ・ラブ The Story of Us (1999年)
- キッド The Kid (2000年)
- Get Over It (2001年)
- ジュエルに気をつけろ! One Night at McCool's (2001年)
- ウェディング・プランナー The Wedding Planner (2001年)
- ボウリング・フォー・コロンバイン Bowling for Columbine (2002年)
- 恋は邪魔者 Down with Love (2003年)
- あなたにも書ける恋愛小説 Alex & Emma|Alex and Emma (2003年)
- マーシーX フレンズ以上、恋人未満!? Marci X (2003年)
- ハットしてキャット The Cat in the Hat (2003年)
- チーム★アメリカ/ワールドポリス Team America: World Police (2004年)
- 迷い婚 -全ての迷える女性たちへ- Rumor Has It... (2005年)
- ヘアスプレー Hairspray (2007年)
- 最高の人生の見つけ方 The Bucket List (2007年)
- Bob: The Musical (2008年)
- 最高の人生のつくり方 And So It Goes (2014年)
- LBJ ケネディの意志を継いだ男 LBJ (2016年)
- メリー・ポピンズ リターンズ Mary Poppins Returns (2018年)

## テレビ
- サタデー・ナイト・ライブ Saturday Night Live (1984年-1987年)
- 第62回アカデミー賞 The 62nd Academy Awards (1990年)
- 第63回アカデミー賞 The 63rd Academy Awards (1991年)
- 第64回アカデミー賞 The 64th Academy Awards (1992年)
- 第65回アカデミー賞 The 65th Academy Awards (1993年)
- ザ・トゥナイト・ショー・ウィズ・ジェイ・レノ The Tonight Show with Jay Leno (1993年)
- 第69回アカデミー賞 The 69th Academy Awards (1997年)
- 第70回アカデミー賞 The 70th Academy Awards (1998年)
- サタデー・ナイト・ライブ Saturday Night Live 25th Anniversary (1999年)
- 第72回アカデミー賞 The 72nd Academy Awards (2000年)
- サウスパーク South Park
  - Mr.ハンキーのクリスマスDEショー "Mr. Hankey's Christmas Classics" (1999年)
  - ティミーまじギレ!バリトゥード "Cripple Fight" (2001年)
- 第57回トニー賞 The 57th Annual Tony Awards (2003年)
- 第76回アカデミー賞 The 76th Academy Awards (2004年)
- 第77回アカデミー賞 The 77th Academy Awards (2005年)
- 第79回アカデミー賞 The 79th Academy Awards (2007年)

## 舞台

### ブロードウェイ
- Peter Allen:Up in One (1979年)
- Bette! (1980年)
- Andre DeShield's Haarlem Nocturne (1984年)
- Leader of the Pack (1985年)
- An Evening with Harry Connick Jr.and Orchestra (1990年)
- Patti LuPone on Broadway (1995年)
- ヘアスプレー Hairspray (2002年)
- おかしな二人 The Odd Couple (2005年)
- Martin Short: Fame Becomes Me (2006年)
- キャッチ・ミー・イフ・ユー・キャン Catch Me If You Can: The Musical (2009年)
- チャーリーとチョコレート工場 Charlie and the Chocolate Factory (2017年)

### オフ・ブロードウェイ
- Dementos - The Production Company
- Livin' Dolls - Manhattan Theatre Club
- Legends - Ahmanson Theatre
- Trilogy of Terror- Club 57
- Non Pasquale - Delacorte Theatre

## ディスコ・グラフィ

### アーティスト
ベット・ミドラー
- Thighs and Whispers
- Mud Will Be Flung Tonight
- Some People's Lives
- Experience the Divine
- Bathhouse Betty

ハリー・コニックJr.
- We Are in Love

ピーター・アレン
- Making Every Moment Count

### サウンドトラック
- STUART SAVES HIS FAMILY
- フォエバー・フレンズ Beaches
- 恋人たちの予感 When Harry Met Sally...
- フォエバー・フレンズ For the Boys
- A Few Good Men
- 天使にラブソングを Sister Act
- めぐり逢えたら Sleepless in Seattle
- ノース 小さな旅人 North
- アメリカン・プレジデント The American President
- サウスパーク/無修正映画版 South Park: Bigger, Longer & Uncut
- Mr. Hankey's Christmas Classics
- ストーリー・オブ・ラブ The Story of Us
- あなたにも書ける恋愛小説 Alex & Emma|Alex and Emma
- 迷い婚 -全ての迷える女性たちへ- Rumor Has It...
- ヘアスプレー Hairspray
- The Bucket List

### ブロードウェイ・キャスト盤
- ヘアスプレー Hairspray
- Fame Becomes Me